# Kožetin
Kožetin (cyr. Кожетин) – wieś w Serbii, w okręgu rasińskim, w gminie Aleksandrovac. W 2011 roku liczyła 912 mieszkańców.